# Flora messicola

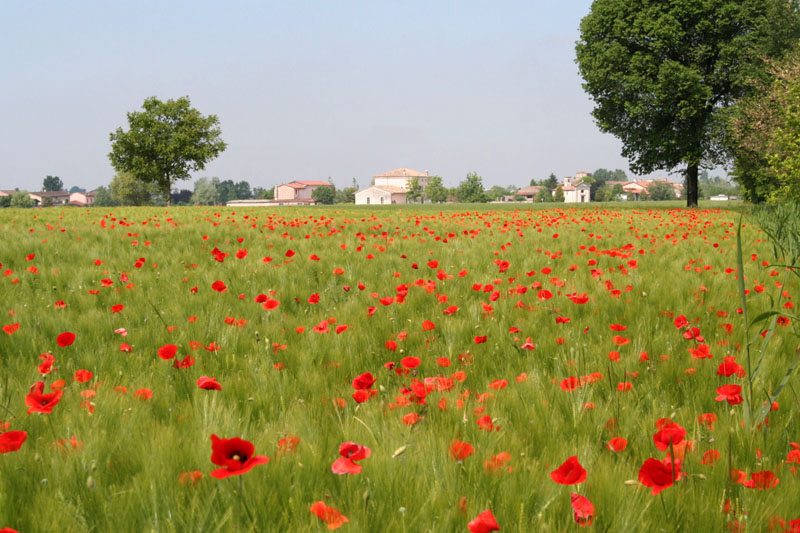
Papaveri in un campo di grano.

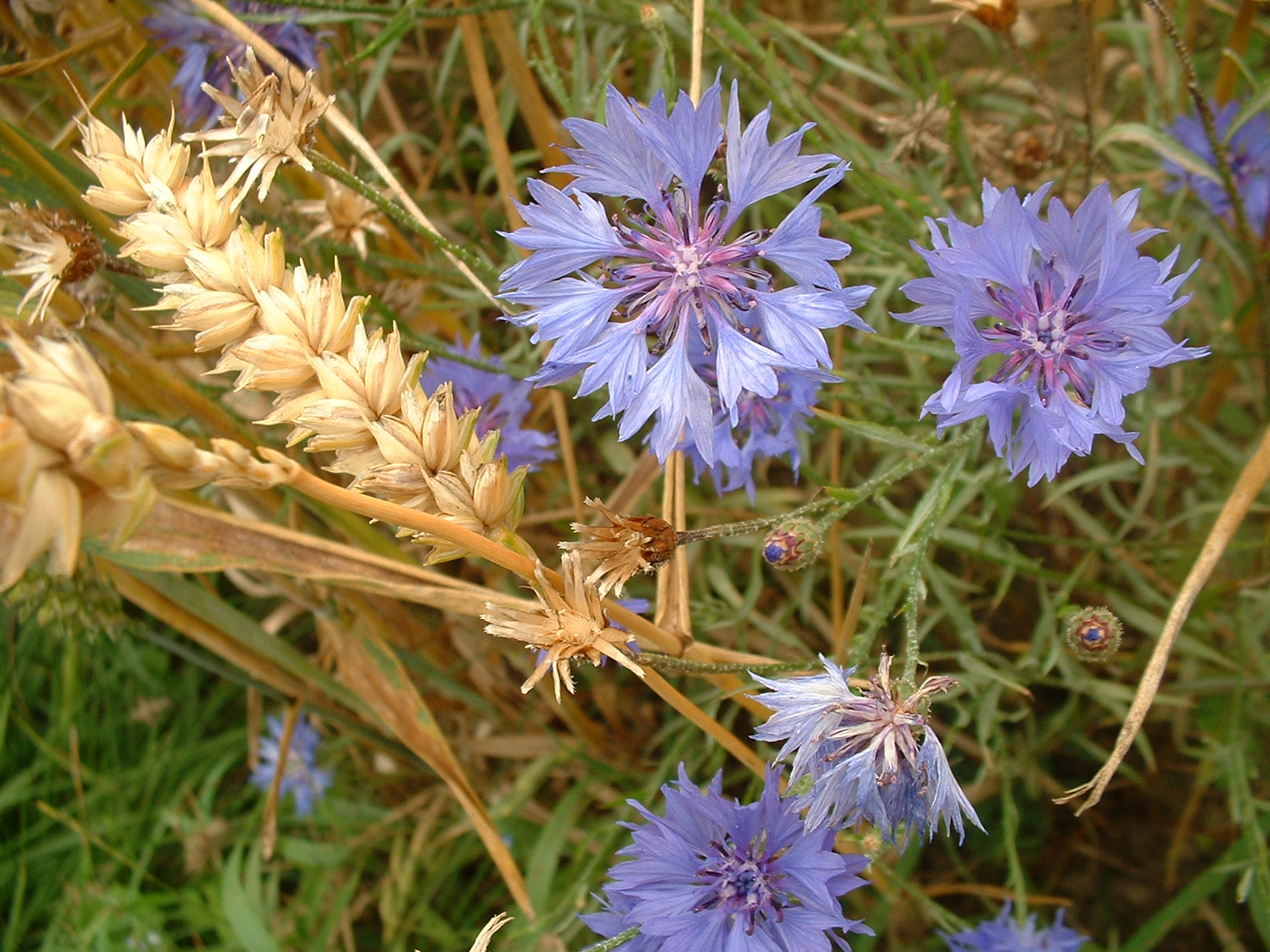
Fiordalisi in un campo di grano.

La flora messicola è rappresentata da quel contingente di piante vascolari che vegetano prevalentemente all'interno o ai bordi dei campi di cereali o di colonie spontanee di specie cerealicole.
Il nome deriva dal latino messis = messi e colere = abitare.
Fra le specie messicole più note citiamo il papavero o rosolaccio (Papaver rhoeas) e il cìano (Centaurea cyanus) 
o fiordaliso.

## Conservazione
Con il diffondersi della agricoltura intensiva molte specie messicole un tempo comuni nei campi di orzo e frumento, sono oggi diventate rare e versano in un precario stato di conservazione. La loro presenza è considerata un indicatore del livello di biodiversità di un'area.
Alcuni paesi hanno avviato specifici piani di protezione per le specie messicole.